# IAI豹
IAI豹（英語：Israel Aerospace Industries Panther），是一架由以色列航太工業製造的可傾斜旋翼無人飛機。
- 重量：大約65公斤
- 操作半徑：60公里
- 運作時間：大約六小時（在海拔3000公尺上）
- 操縱人數：兩人（利用遙控方式操縱）

此架無人飛機的縮小版被稱作「迷你豹」，重12公斤，可操作2小時。